# Garry Faif
Garry Faif (ou Garry Faïf) est un artiste sculpteur, architecte et urbaniste né le 12 juin 1942 à Tbilissi et mort dans le 10e arrondissement de Paris le 10 avril 2002,. 

## Biographie
Garry Chlemovitch Faïf est originaire de Russie. Il est né à Tbilissi en Géorgie. Il quitte l’URSS en 1973, et s’installe définitivement en France en 1973. 
Son épouse Simone Faïf (1942-2023) est artiste-peintre.
Disciple du Suprématisme constructivisme russe, Garry Faïf a additionné avec persévérance l’antagonisme de ses 30 ans de vie et de culture russe à 29 années de pragmatisme cartésien à la française sans jamais choisir entre ses deux passions : l’Architecture et la Sculpture, qu’il considérait comme complémentaires.
- En tant qu’architecte, il s’acharnait dans une démarche conceptuelle à optimiser chaque projet en prenant soin de ne pas tomber dans le gratuit et le décoratif.
- Comme sculpteur plasticien, héritier des avant-gardes, il structurait ses recherches sur une base d’ingénierie tout aussi rigoureuse qu’il s’évertuait à dépasser à travers son expression plastique.

Le « constructeur constructiviste suprématiste », comme le nomme Jean-Claude Marcadé, mena de front ces deux disciplines. L’architecture qu’il définissait aux moindres détails et dont il peaufinait les liaisons et la création de ses « objets » qu’il appelait souvent ses « formules d’espaces » : ces sculptures devant, selon lui, s’inscrire dans l’apesanteur cosmique.
Rejetant toute inféodation, Garry refusa d’entrer dans l’univers des galeries d’art et déclina toute assimilation à certains groupes.
Il s’appliqua à présenter ses sculptures, annuellement dans les Salons parisiens et accepta ponctuellement de participer à certaines manifestations culturelles en France et à l’étranger.
Il eut l’opportunité de construire 5 sculptures monumentales qu’il plaça sur le site en utilisant ses capacités d’urbaniste.
Garry Faïf est mort à 59 ans, emporté par un cancer foudroyant, « fauché » en pleine création artistique.
Une partie de ses archives est conservée au Centre d’archives d’architecture du XXe siècle.

## Son œuvre
Il est principalement connu pour ses compositions architectoniques, ou volumes développés dans l'espace associant souvent le blanc et le rouge, inspiré par le suprématisme et le constructivisme russe et plus généralement par les artistes de l'avant-garde russe
Une de ses œuvres a été exposée devant la Tour Eiffel.
Une de ses œuvres a été partiellement détruite lors de la construction de la couverture de l'autoroute A3 (mur antibruit construit à la hauteur du pont qui enjambe la A3 rue Jean Jaurès).